# WV22
WV22 (англ. Western Valley № 22), также KV22 (King's Valley № 22), — древнеегипетская гробница в Долине царей, построенная для фараона XVIII династии Аменхотепа III. Крупнейшая гробница на западе долины.

## История
Обнаружена в 1905 году Теодором М. Дэвисом и частично раскопана Говардом Картером и лордом Карнарвоном в 1915 году. Картер обнаружил картуш фараона Тутмоса IV и полностью расчистил шахту E (глубина 7,5 м) и зал Ea. Археологическая экспедиция из Университета Васэды приступила к расчистке гробницы в сентябре 1989 года. Были проведены документация и картографирование гробницы, её интерьеров. Планировка схожа с конструкцией гробницы фараонов Аменхотепа II (KV35) и Тутмоса IV (KV43). Именно для последнего изначально гробница строилась, но по какой причине фараон сменил её на другую в Долине царей неизвестно. Предположительно, Тутмос мог оставить работы над KV43 и поручить работы по строительству WV22, но скончался прежде завершения работ.

## Описание

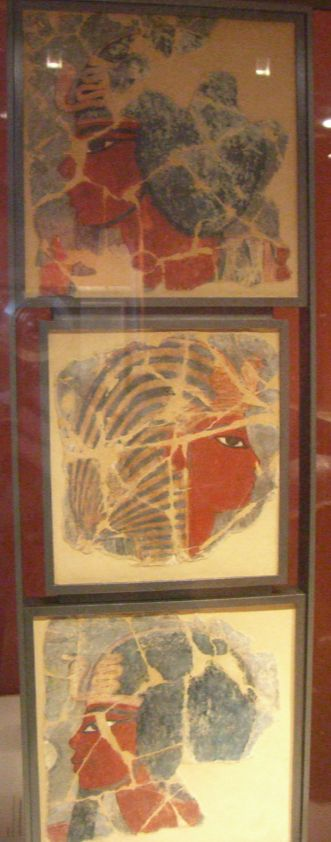
Изображения Аменхотепа III из гробницы. Лувр, Париж

Согласно полученным данным, WV22 вырублена в склоне на уровне 172 м над уровнем моря, погребальный зал J — на уровне 145 м над уровнем моря. В Зале № 1 в толщину 50 см пол покрывали каменная крошка и песок, при уборке которого обнаружились фрагменты керамики и сосколы росписи. Также обнаружены многие более крупные и значимые предметы эпохи Перед входом в основании пола найдены были кости телёнка, канатный узел, миниатюрные глиняные вазы, деревянный макет лодки, сложенные в камышовую корзину 25 см в диаметре. В залах Jc и Jd найдены два фаянсовых изображений лица (3,2×2,8 см) с ушебти, предположительно царицы Тии. Почти все стены и потолки залов J (где стоял саркофаг), I и шахты E покрыты росписями, которые со временем значительно выцвели. Декорированный слой отслоился от стены, трещины на колоннах разрушают рисунки. С 1990 года совместно с египетским руководством учёные проводят мероприятия по консервации фресок. Часть росписей в XIX веке были демонтированы и сегодня выставлены в Лувре. Участник японской экспедиции Университета Васэды Йиро Кондо предположил, что рисунки могут относиться к периоду правления Эхнатона, а гробница предназначаться также для одной из жён Аменхотепа III — Тии или Ситамон (в Jd и Je). Остатки деревянного саркофага в колодце указывают на попытки использования гробницы в Первый переходный период.
Саркофаг из красного гранита расколот надвое с прочими небольшими отколами. В целостности он составлял 300 см в длину и 134 см в ширину с одной центральной колонкой текста (молитвы фараона Аменхотепа III к богине Нут) и восемью горизонтальными поменьше (к восьми богам: Хапи, Анубису-khenty-seh-netjer, мстящему за отца Гору, Гору, Имсети, Анубису-imy-wet, Дуамутефу и Гебу). Детально изучил тексты W. C. Hays. Мумия фараона перенесена в KV35 во время правления Смендеса.